# Buky u černé kapličky
Buky u černé kapličky jsou památné stromy – buky lesní (Fagus sylvatica), které rostou na temeni Šibeničního vrchu u kaple Nejsvětější Trojice, cca 1,2 km jihozápadně od Horního Oloví, cca 1,5 km severovýchodně od Libnova v okrese Sokolov v Karlovarském kraji. Stromy mají měřený obvod 155–231 cm, nejvyšší z nich výšku 28 m (měření 2010). Za památné byly stromy vyhlášeny v roce 2011 jako krajinná dominanta a součást kulturní památky.
Jsou zároveň uvedeny na seznamu významných stromů Lesů České republiky.

## Stromy v okolí
- Bernovský klen
- Obecní lípa v Krajkové
- Klen u Krajkové
- Hřebenské lípy
- Jilm u Hřeben
- Smrk pod Hartenberkem
- Borovice u Hartenberku
- Borovice u Svatavy